# 王宇 (足球运动员)
王宇（1981年6月16日—），是一名已退役的中国足球运动员，司职守门员，曾效力于武汉光谷。

## 职业生涯
王宇出道于武汉光谷俱乐部，大部分时间担任替补守门员。王宇擅长扑点球，2005年中超杯半决赛对阵山东鲁能队点球大战中王宇扑出对方两粒点球帮助球队冲入决赛，最后取得冠军。。2006年王宇在足协杯首轮中推搡上海联城队李钢，受到足协停赛4场、罚款6000元的处罚。
2009年由于武汉队退赛事件，王宇转会加盟中乙球队三大康天。